# 레이첼 덴홀랜더
레이첼 덴홀랜더(Rachael Joy Denhollander, 1984년 12월 8일 - )는 미국 변호사이자 전 체조 선수이다. 그녀는 전 미시간 주립 대학 이자 미국 체조 의사인 래리 나사로 (Larry Nassar)'를 성폭행 혐의로 공개적으로 고발한 최초의 여성이었다.  그는 2018년 올해의 글래머 우먼으로 타임지가 선정한 2018년 가장 영향력 있는 인물 100인 에 포함되었다. 2021년 캘빈 대학교와 신학교가 아브라함 카이퍼 상을 그녀에게 수여하였다.

## 같이 보기
- 아브라함 카이퍼